# Ricoprimento
In matematica, in particolare nella teoria degli insiemi, un ricoprimento o copertura di un insieme {\displaystyle X} è una famiglia {\displaystyle {\mathcal {F}}} di sottoinsiemi di {\displaystyle X} tali che {\displaystyle X} è contenuto nell'unione degli elementi di {\displaystyle {\mathcal {F}}}.
Un ricoprimento è finito se è costituito da un numero finito di insiemi. Un sottoricoprimento (o sottocopertura) di un ricoprimento {\displaystyle {\mathcal {F}}} di {\displaystyle X} è una sottofamiglia {\displaystyle {\mathcal {G}}\subseteq {\mathcal {F}}} che è ancora un ricoprimento di {\displaystyle X}.
Un particolare tipo di ricoprimento è una partizione, ovvero un ricoprimento {\displaystyle {\mathcal {F}}} tale che ogni coppia di elementi di {\displaystyle {\mathcal {F}}} è disgiunta.

## Topologia
Se {\displaystyle X} ha anche una struttura di spazio topologico, un particolare tipo di ricoprimento sono i ricoprimenti aperti, ovvero i ricoprimenti formati da insiemi aperti. L'importanza di tali ricoprimenti è data dalla loro presenza nella definizione di spazio compatto: {\displaystyle X} è compatto se ogni ricoprimento aperto ammette un sottoricoprimento finito. Varianti di questa definizione portano ai concetti di spazio paracompatto e di spazio di Lindelöf.